# Edifício Copan
Koordinaten: 23° 32′ 47,8″ S, 46° 38′ 39,8″ W

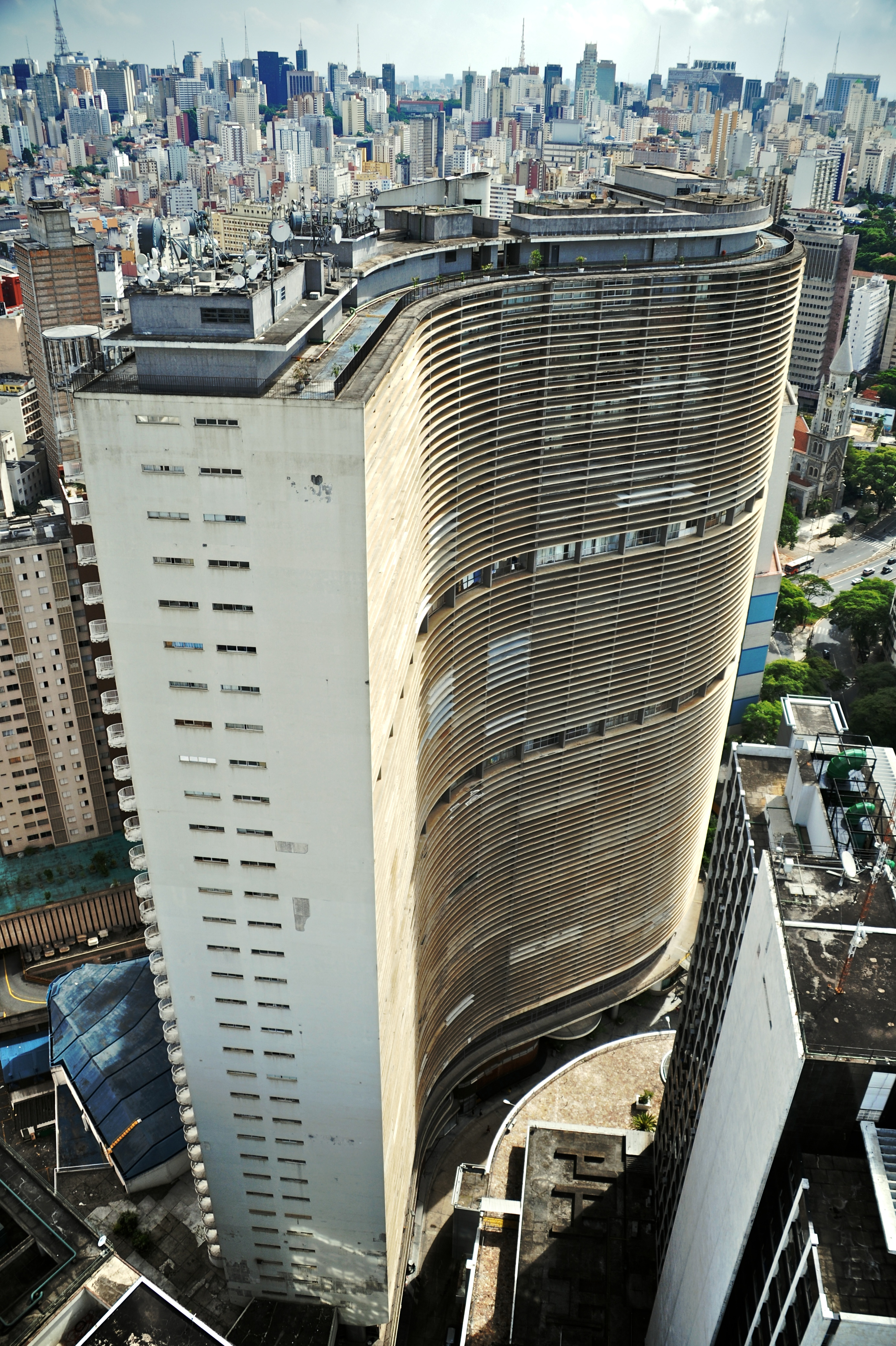
Copan-Gebäude

Das Edifício Copan (Copan-Gebäude) ist ein 140 Meter hohes Wohnhaus mit 32 Stockwerken im Stadtkern des brasilianischen São Paulo in der Avenida Ipiranga 200. Der Bau des Gebäudes begann im Jahr 1957, es wurde nach einigen Unterbrechungen im Jahr 1966 fertiggestellt. Das Gebäude zählt zu den größten des Landes und verfügt über die größte Wohnfläche (116.153 Quadratmeter) aller Wohngebäude weltweit.

## Das Gebäude
Der Komplex wurde nicht nach der antiken Maya-Stadt Copán in Honduras benannt, der Name ist ein Akronym seiner ursprünglichen Entwickler, die Companhia Pan-Americana de Hotéis e Turismo (dt.: Panamerikanische Gesellschaft für Hotels und Touristik).
Die Entwürfe des Gebäudes stammen von Oscar Niemeyers Büro in São Paulo. Er selbst war für den berühmten sinusartigen Grundriss verantwortlich, der nach seiner eigenen Aussage in Übereinstimmung mit dem damaligen Straßenverlauf entworfen wurde. Er gab das Projekt aber später aufgrund von Unstimmigkeiten ab. Ein weiterer beteiligter Architekt war Carlos Lemos. In seiner endgültigen Version verfügt das Gebäude über 1160 Wohneinheiten in unterschiedlichen Größen zwischen 26 und 350 Quadratmetern für die 5000 Bewohner. Die Wohnfläche und Anzahl der Appartements führten zu Einträgen im Guinness-Buch der Rekorde.
Das Copan besteht aus sechs eigenständigen Wohnblocks, die zwar aneinandergebaut, aber nicht miteinander verbunden sind. Aufgrund der großen Anzahl an Bewohnern erhielt der Komplex sogar eine eigene Postleitzahl. Die gegenwärtige Wohnungseigentümer-Gemeinschaft beschäftigt über 100 Angestellte, um die Belange im Haus zu bewältigen. Im Erdgeschoss befinden sich derzeit rund 70 Geschäfte und andere Einrichtungen inklusive – seit den 1990er Jahren – einer Kirche, eines Reisebüros und vier Restaurants.

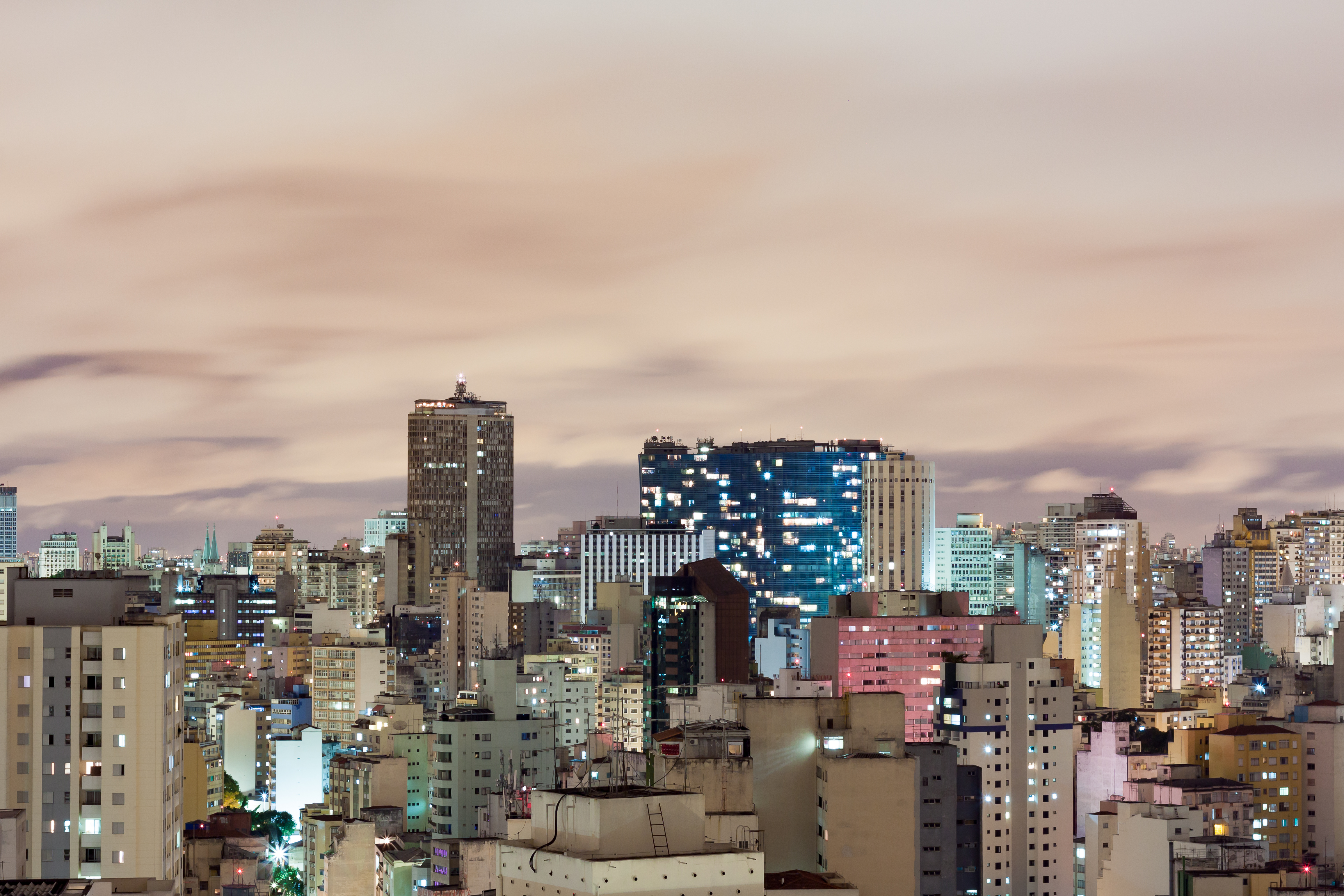
Ansicht der Skyline
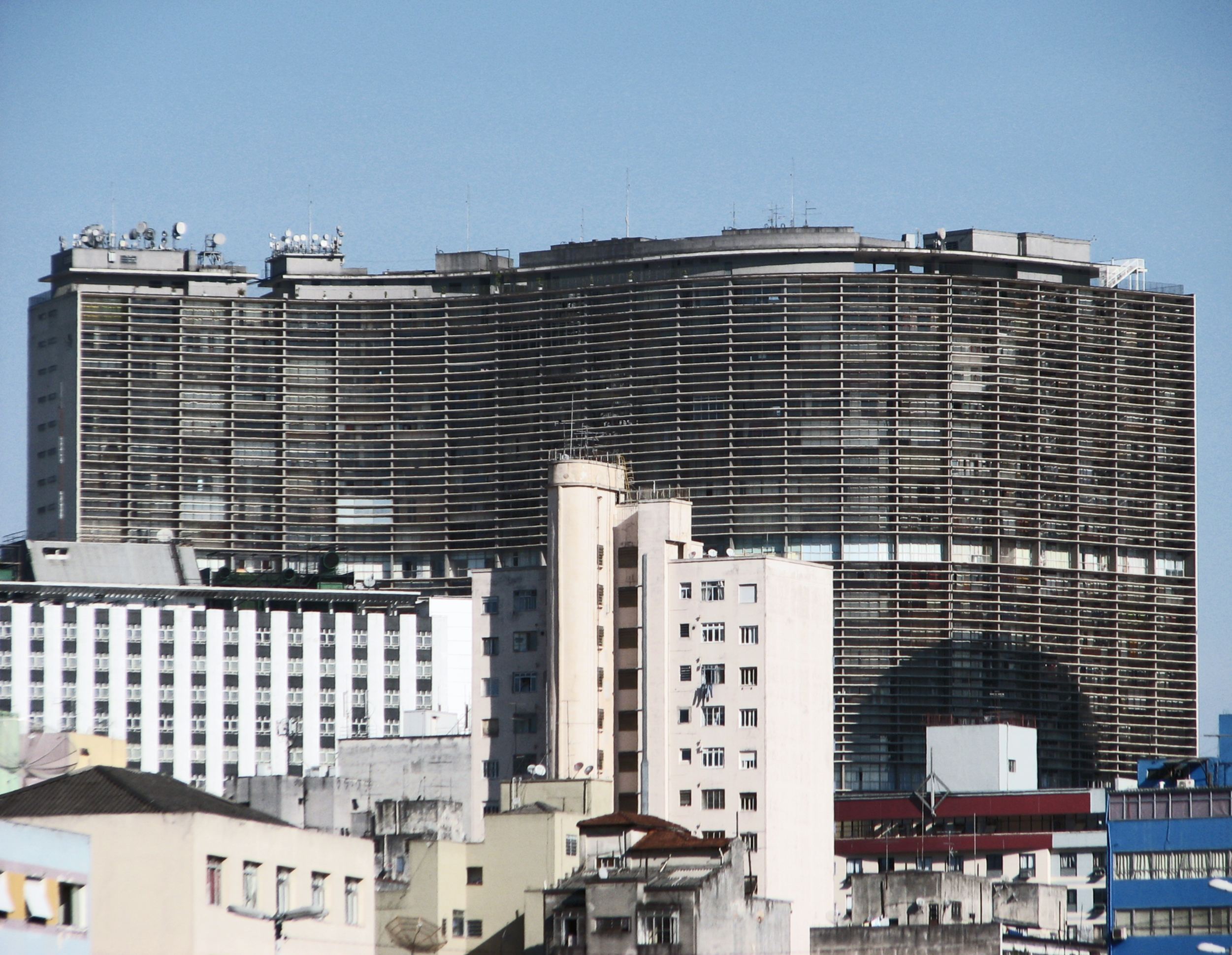
Gebäudeansicht
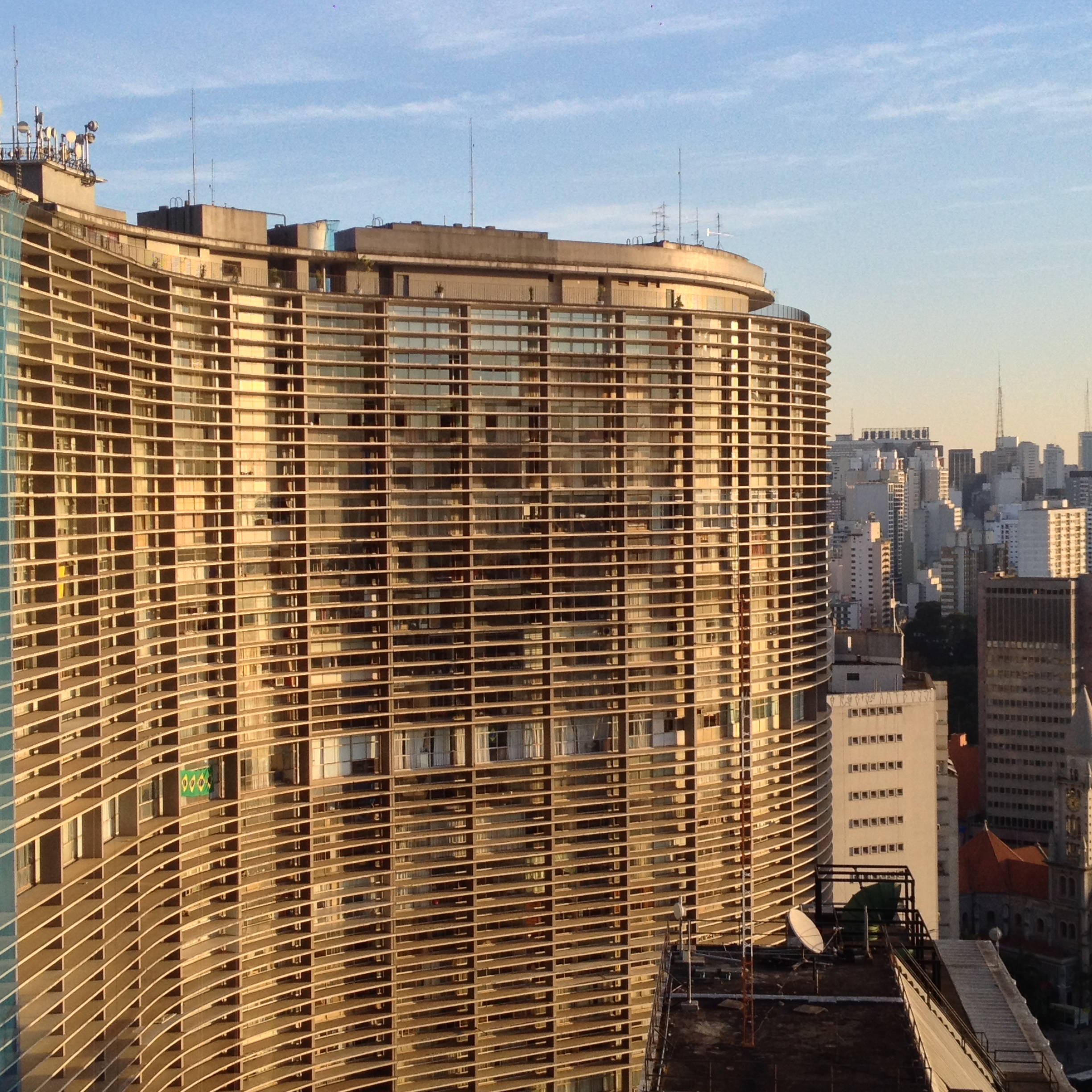
Fassadendetails

## Das Copan-Gebäude in der Literatur
Das Copan-Gebäude inspirierte Schriftsteller, Filmemacher, Photographen und andere Künstler aus aller Welt. Eine Kurzgeschichte mit dem Titel Arca sem Noé – Histórias do Edifício Copan (dt.:Arche ohne Noah – Geschichten des Copan Gebäudes) der brasilianischen Autorin Regina Rheda wurde 1994 auf Portugiesisch veröffentlicht und gewann im Jahr darauf den Jabuti-Literaturpreis Brasiliens. Arca sem Noé erschien auch auf Englisch als Stories from the Copan Building.

## Bibliographie
- Marta Leão Furtado Gomes: Absorção da Arquitetura Moderna pelo Mercado Imobiliário do Brasil. Edifício Copan projeto original e alterações. Masterarbeit, Instituto Superior Técnico, Lissabon 2004 (online verfügbar).
- Roberto Carvalho de Mangalhães: L’edifício Copan a San Paolo. In: Critica d’arte. Bd. 55, 4, 1990, S. 78–80.
- Ruedi Leuthold: Leben in 01066-900. In: GEO. 08/2009, S. 42–54.
- Regina Rheda: Stories from the Copan Building. In: Regina Rheda: First world third class and other tales of the global mix.  University of Texas Press, Austin 2005.
- Regina Rheda: Arca sem Noé. Histórias do Edifício Copan. Record, Rio de Janeiro 2010 (Kurzgeschichten auf Portugiesisch).